# Sinfonia n. 6 (Čajkovskij)
La Sinfonia n. 6 in Si minore Patetica (Патетическая), op. 74, è l'ultima sinfonia di Pëtr Il'ič Čajkovskij. Venne eseguita per la prima volta, nove giorni prima della sua morte, il 16 ottobre(Calendario Giuliano) 1893 a San Pietroburgo. Per via delle tematiche presenti all'interno della stessa, la bellezza dei temi, la maturità compositiva ed il pathos che domina su tutta la sinfonia, può essere considerata una tra le più significative composizioni del musicista russo.

## Storia
«Credo che mi sarà dato di scrivere una sinfonia esemplare: così probabilmente lotterò fino all'ultimo respiro per raggiungere la perfezione senza mai riuscirvi.» Così scriveva nel 1891 Čajkovskij nel voler cercare a tutti i costi di concretizzare questa sua idea fissa che in seguito si esprimerà in una successiva lettera. «Mi è venuta l'idea per una nuova sinfonia, questa volta con un programma che resti enigmatico per chiunque, l'indovini chi potrà: l'opera si chiamerà "una sinfonia a programma"; tale programma è colmo di emozione soggettiva e, nel corso del mio ultimo viaggio, mentre pensavo ad essa, piangevo frequentemente. Ora, tornato a casa, in meno di quattro giorni ho delineato lo schema del primo movimento mentre ben chiara in testa la struttura globale. Ci sarà molto di nuovo in questa sinfonia per quanto concerne la forma.» Questo quanto in una lettera al nipote; i rapporti con la von Meck già erano rotti. Čajkovskij si appresta a comporre la sua sesta sinfonia. «Più innanzi procedo con l'orchestrazione, più diventa difficile: vent'anni fa l'avrei spinta avanti, senza pensarci con tutta la forza delle mie spalle e sarebbe riuscita bene. Ora sono diventato un vigliacco, senza fiducia in me stesso. Per due giorni interi sono stato lì a cuocere a fuoco lento due pagine; non riescono mai come vorrei, ma tuttavia procedo.»
Gli abbozzi vennero iniziati il 4 febbraio 1893 (data «russa», ovvero quella del Calendario giuliano, corrispondente al 16 febbraio del Calendario gregoriano), con varie tappe di lavorazione. L'orchestrazione portata a termine entro l'agosto. Avendo qualche dubbio sul Finale, Čajkovskij decise una lettura privata riservata agli insegnanti e studenti del Conservatorio di Mosca con una esecuzione "a porte chiuse", il 9 ottobre (data russa, quindi il 21 ottobre del Calendario gregoriano) attraverso un'orchestra formata da allievi del conservatorio sotto la direzione di Vasilij (Basile) Il'ič Safonov (1852-1918), pianista, direttore, insegnante e direttore del Conservatorio moscovita, da lui apprezzato (cfr. studiosi Tammaro e Casini/Delogu).
Il 16 ottobre (data russa, per cui il 28, secondo il Calendario gregoriano), lo stesso Čajkovskij diresse la prima assoluta nella Sala delle riunioni dei nobili a San Pietroburgo. Il programma non prevedeva solo la Sinfonia ma diverse altre musiche di Laroš e Mozart, nonché il proprio Primo Concerto per pianoforte, solista Adele Aus der Ohe (1861-1937) che eseguì anche pezzi solistici e la Rhapsodie espagnole di Liszt (cfr. la musicologa Orlova).
Il successo fu sostanzialmente solo di stima, forse (secondo lo studioso Tammaro) sia a causa della non eccelsa direzione dell'autore, ma anche per il Finale, non propriamente fatto per portare al facile applauso.
Tuttavia Nikolaj Rimskij-Korsakov nella sua autobiografia riferisce che il collega diresse ottimamente, nonostante l'orchestra "rispondesse" male alla singolare composizione come il fratello di Čajkovskij, Modest, ebbe modo di sostenere (cfr.Tibaldi-Chiesa).
L'autore uscì sconsolato assieme al musicista Glazunov per una rituale cena con amici al Grand Hotel.
Due giorni dopo spedì la partitura al proprio editore per la pubblicazione, pregandolo di porre sul frontespizio la dedica al nipote Bob Davidov. Essa venne poi pubblicata (1894) con il titolo «Patetica», suggerito, forse, dal fratello Modest, il giorno dopo la prima, anche se inizialmente il suggerimento era stato per «Tragica» che non piaceva al musicista. Tuttavia il titolo fu depennato da Čajkovskij e rimase solo per decisione postuma dell'editore (cfr. lo studioso Aldo Nicastro).
Dopo la morte del musicista – avvenuta il 25 ottobre 1893 – la sinfonia venne eseguita pubblicamente una seconda volta, in una serata che di fatto ebbe la forma della commemorazione e dunque con uno scontato successo.
Era il 6 novembre (data russa, ovvero il 18 novembre nel Calendario gregoriano), sul podio il grande Eduard Francevič Napravnik (1839-1916), compositore e direttore d'origine ceca, stimato da Čajkovskij e che di lui diresse – fra l'altro – le prime di La pulzella di Orleans, La dama di picche e Iolanta.
La sinfonia avrebbe da allora seguito un suo percorso di gloria nel tempo a venire.

## Una sinfonia a programma
L'autore affermò di aver scritto la sinfonia in base ad un programma, che tuttavia non rivelò. La morte di Čajkovskij pochi giorni dopo la prima esecuzione, fa della sesta sinfonia una sorta di testamento artistico nel quale confluiscono tutti gli stati emotivi, spirituali ed affettivi che ne avevano caratterizzato la travagliata esistenza. La sinfonia è lugubre nella sua introduzione, che via via diventa ora un lamento, ora una marcia funebre, o un valzer e addirittura seguono gli "allegro" uno dietro l'altro, un po' insolito per una sinfonia, a spezzare quel tema dominante del fato che schiaccia il destino e che appare, scompare e ricompare ossessivo nell'intimo dell'uomo e lo fa esplodere al di fuori con la sua melanconica pateticità.

## Struttura
La sinfonia è suddivisa nei classici quattro movimenti. L'ordine però è inusuale: al secondo posto c'è il movimento in forma di scherzo (soluzione già praticata da Beethoven e da Schumann, oltre che dallo stesso Čajkovskij nella Sinfonia Manfred). Inoltre, ed è la novità sostanziale, Čajkovskij inverte l'ordine degli ultimi due movimenti terminando l'opera, per la prima volta nella storia della sinfonia, con un tempo lento.
- 1. Adagio – Allegro non troppo – Andante – Moderato mosso – Andante – Moderato assai – Allegro vivo – Andante come prima – Andante mosso (Si minore, 4/4, 354 battute)
- 2. Allegro con grazia (Re Maggiore, 5/4, 178 battute)
- 3. Allegro molto vivace (Sol Maggiore, 4/4(12/8), 347 battute)
- 4. Finale. Adagio lamentoso – Andante (Si minore, 3/4, 171 battute)

### Primo movimento
Il primo movimento è in forma sonata e si articola in un'introduzione lenta (bb. 1-18), un'esposizione formata da due gruppi tematici (bb. 19-88 e 89-160), una sezione di sviluppo (bb. 161-248), una ripresa (bb. 249-334) e una coda (bb. 335-354).
L'introduzione si apre con un tema del fagotto accompagnato dagli archi gravi in un'atmosfera cupa. Questo tema è formato dalla ripetizione in progressione di una cellula melodica su cui si baserà il tema principale del movimento, esposto nell'«Allegro non troppo» dalle viole accompagnate dai violoncelli. Questo tema viene sviluppato poi dall'orchestra fino a un breve assolo delle viole che conduce al secondo gruppo tematico, una tenera melodia in Re maggiore esposta dai primi violini e dalle viole con sordina. Questa dev'essere suonata, secondo l'indicazione del compositore in partitura, «teneramente, molto cantabile, con espansione». Dopo un episodio di transizione in forma di canone, il secondo tema viene ripetuto da tutti i violini e dalle viole senza sordina, accompagnati stavolta dall'orchestra intera. Dopo un ulteriore periodo di transizione di carattere lirico, la melodia viene ripetuta un'ultima volta, questa volta in ppp e «dolcissimo», dal clarinetto solo, per poi spegnersi in un pppppp del fagotto.
Un inaspettato fortissimo dà inizio all'«Allegro vivo» che costituisce la sezione di sviluppo del movimento. È una pagina impetuosa e drammatica, basata principalmente sul primo tema. Alla battuta 190, tuttavia, le trombe espongono in «fff - marcato» un frammento del secondo tema, rapidamente inghiottito dal turbine generale. A questo punto, su un ostinato di violoncelli e contrabbassi si innesta un corale degli ottoni tratto dalla liturgia ortodossa, intitolato «Riposo coi Santi», che alternandosi ad altri motivi genera un nuovo climax culminante nella ripresa in fff del primo tema, caratterizzata da un dialogo tra archi e fiati, dal tono quasi trionfante, in cui si ripete su diverse tonalità ad ogni risposta dei legni, perdendosi per un momento in un'atmosfera di scherzo. 
Un crescendo anticipa l'entrata degli ottoni, compiendo questi ultimi scale ad ogni ritorno a tremolo crescente dei timpani, fino a cinque colpi, che buttano l'orchestra come in un abisso senza fine, segnata dal tremolo solenne dei timpani con i violoncelli e contrabbassi, e lo sfondo perennemente cupo del fagotto, che accompagnano un crescendo in tema dei violini, con gli ottoni squillanti in tono grave, fino all'esplosione con due accordi marcati ffff e ff.
Segue infine una climax discendente fino a ripetere, stavolta in si maggiore, il secondo gruppo tematico, accompagnato da cromatismi dei contrabbassi e violoncelli, che gli danno ora un tono alquanto sconvolto, ora di ripresa, fino ad assumere un tono trionfante, caratterizzato paradossalmente dagli stessi giochi d'ottoni che avevano caratterizzato il punto di "tempesta". Il movimento si chiude con una pagina rasserenata: una coda basata sulla scala discendente di si maggiore intonata dagli archi in pizzicato, sulla quale si appoggia un corale dei fiati.
Il primo movimento è il più lungo e dura circa 20 minuti.

### Secondo movimento
Il secondo movimento è un valzer in re maggiore nell'insolita misura di 5/4. Si ritiene che sia la prima volta che questa misura venga usata in una sinfonia (mentre nel campo operistico era stata già usata per esempio da François-Adrien Boieldieu in un'aria de La Dame blanche). Čajkovskij suddivide ogni singola battuta in un metro binario seguito da un metro ternario. È dunque la seconda parte della battuta, in 3/4, a dare l'idea del valzer.
Dal punto di vista formale, il movimento segue la struttura ABA dello scherzo, cui Čajkovskij aggiunge una coda basata sui motivi di entrambe le sezioni. Con il suo andamento non troppo veloce, l'episodio si inserisce tra gli scherzi di andamento moderato, secondo il modello prediletto da Brahms (per esempio nelle sue tre prime sinfonie).
Il carattere della sezione A è ben descritto dall'indicazione di tempo: «Allegro con grazia». E in effetti il movimento, per come inizia, ha il sapore di una pausa distensiva dopo la tensione drammatica del primo tempo. La sezione B (il trio dello scherzo), in si minore, ripristina tuttavia un'atmosfera angosciosa: la melodia, inizialmente una lenta e affannosa scala discendente, è basata su un'unica formula ritmica di una misura, ripetuta senza tregua e appoggiata a un basso, affidato a fagotti, timpani e contrabbassi, che ripete ossessivamente la nota re (esattamente 208 volte).
Alla ripresa della sezione A segue la coda, che inizia con una frase di 8 battute in cui una scala ascendente di re maggiore degli archi fa contrappunto a una lenta scala discendente armonizzata dai fiati, cui segue un ultimo cenno all'incipit della sezione B, che passa di strumento in strumento fino a spegnersi.

### Terzo movimento
Il terzo movimento, in sol maggiore, su uno sfrenato 12/8 («Allegro molto vivace»), è quasi uno scherzo, basato su un dialogo tra archi e fiati. L'ironico motivo di marcia su cui si basa l'intero movimento, presentato la prima volta dalla voce dell'oboe, è reso sempre più impetuoso e ribollente dall'addensarsi del contrappunto e delle sonorità.
Vi fa capolino il tema angoscioso della sezione B del movimento precedente, rafforzando l'impressione che tanta eccitazione visionaria non sia altro che un riflesso spettrale del carattere tragico della sinfonia, un momento di gioia orgiastica, malsana, quasi demoniaca.

### Quarto movimento
La sinfonia è chiusa da un «Adagio lamentoso» in si minore, i cui materiali tematici elaborano il tema B del secondo movimento. La rassegnata desolazione della melodia discendente degli archi, resa più struggente dall'incrocio tra le quattro parti, cui rispondono i suoni spenti del fagotto e del flauto nel registro grave, introduce immediatamente gli ascoltatori in un clima funebre.
Il secondo tema, un «Andante» sostenuto dalle pulsazioni dei corni, si basa come il primo su una figura discendente per gradi congiunti, ma il modo maggiore e l'andamento disteso gli conferiscono un carattere di religioso raccoglimento. Dopo la ripresa del primo tema, sarà questa melodia discendente, mutata in minore, a suggellare una sinfonia che a molti è parsa un requiem sinfonico, forse per sé stesso. Čajkovskij morì nove giorni dopo la prima esecuzione.

## Organico orchestrale
- 3 flauti (III anche ottavino), 2 oboi, 2 clarinetti, 2 fagotti, 2 corni inglesi
- 4 corni, 2 trombe, 3 tromboni, basso tuba
- timpani, grancassa e piatti, tam-tam (ad libitum)
- archi

La grancassa e i piatti vengono utilizzati solo nel terzo movimento.

Il tamtam suona solo una nota nel quarto movimento, alla battuta 137.

Il solo del fagotto alla battuta 160 del primo movimento, da suonarsi pppppp, viene spesso affidato a un clarinetto basso, uno strumento non previsto in partitura ma che può realizzare più facilmente la dinamica prescritta dal compositore.

## Incisioni discografiche
- 1923 - Willem Mengelberg, New York Philharmonic, Victor
- 1926 - Albert Coates, London Symphony Orchestra, Grammophone (La voce del padrone).
- 1930 - Serge Koussevitzky, Boston Symphony Orchestra, BMG
- 1930 - Oskar Fried, Royal Philharmonic, Lys
- 1937 - Willem Mengelberg, Orchestra reale del Concertgebouw
- 1938 - Wilhelm Furtwängler, Berliner Philharmoniker, Biddulph
- 1940 - Arturo Toscanini, Philadelphia Orchestra, BMG
- 1941 - Willem Mengelberg, Koninklijk Concertgebouworkest
- 1947 - Arturo Toscanini, NBC Symphony Orchestra, BMG
- 1949 - Evgenij Mravinskij, Orchestra filarmonica di San Pietroburgo, BMG
- 1955 - Pierre Monteux, Boston Symphony Orchestra, Naxos
- 1956 - Evgenij Mravinskij, Orchestra filarmonica di San Pietroburgo, DG
- 1958 - Eugene Ormandy, Philadelphia Orchestra, Columbia
- 1960 - Evgenij Mravinskij, Orchestra filarmonica di San Pietroburgo, DG
- 1960 - Eugene Ormandy, Philadelphia Orchestra, Sony
- 1964 - Herbert von Karajan, Berliner Philharmoniker, Deutsche Grammophon
- 1984 - Evgenij Mravinskij, Orchestra filarmonica di San Pietroburgo, Erato (live)
- 1986 - Leonard Bernstein, New York Philharmonic, DG (live)
- 1990 - Vladimir Delman, Orchestra Sinfonica Nazionale della RAI
- 1991 - Michail Pletnëv, Orchestra nazionale russa, Virgin
- 1991 - Mstislav Rostropovič, National Symphony Orchestra, Sony
- 1995 - Valery Gergiev, Orchestra sinfonica del teatro Mariinskij, Philips
- Igor Markevitch, London Symphony Orchestra, Philips
- Fritz Reiner, Chicago Symphony Orchestra, RCA
- Pierre Monteux, Boston Symphony, BMG
- 2012 - Michel Tabachnik, Brussels Philharmonic, Brussels Philharmonic Recordings
- 2017 - Teodor Currentzis, MusicAeterna, Sony Music Classical